# Ifo
Pour les articles homonymes, voir Ifo.
Ifo est une zone de gouvernement local de l'État d'Ogun au Nigeria,.

## Source
- (en) Cet article est partiellement ou en totalité issu de l’article de Wikipédia en anglais intitulé « Ifo » (voir la liste des auteurs).